# 臺南市鹽水區鹽水國民小學

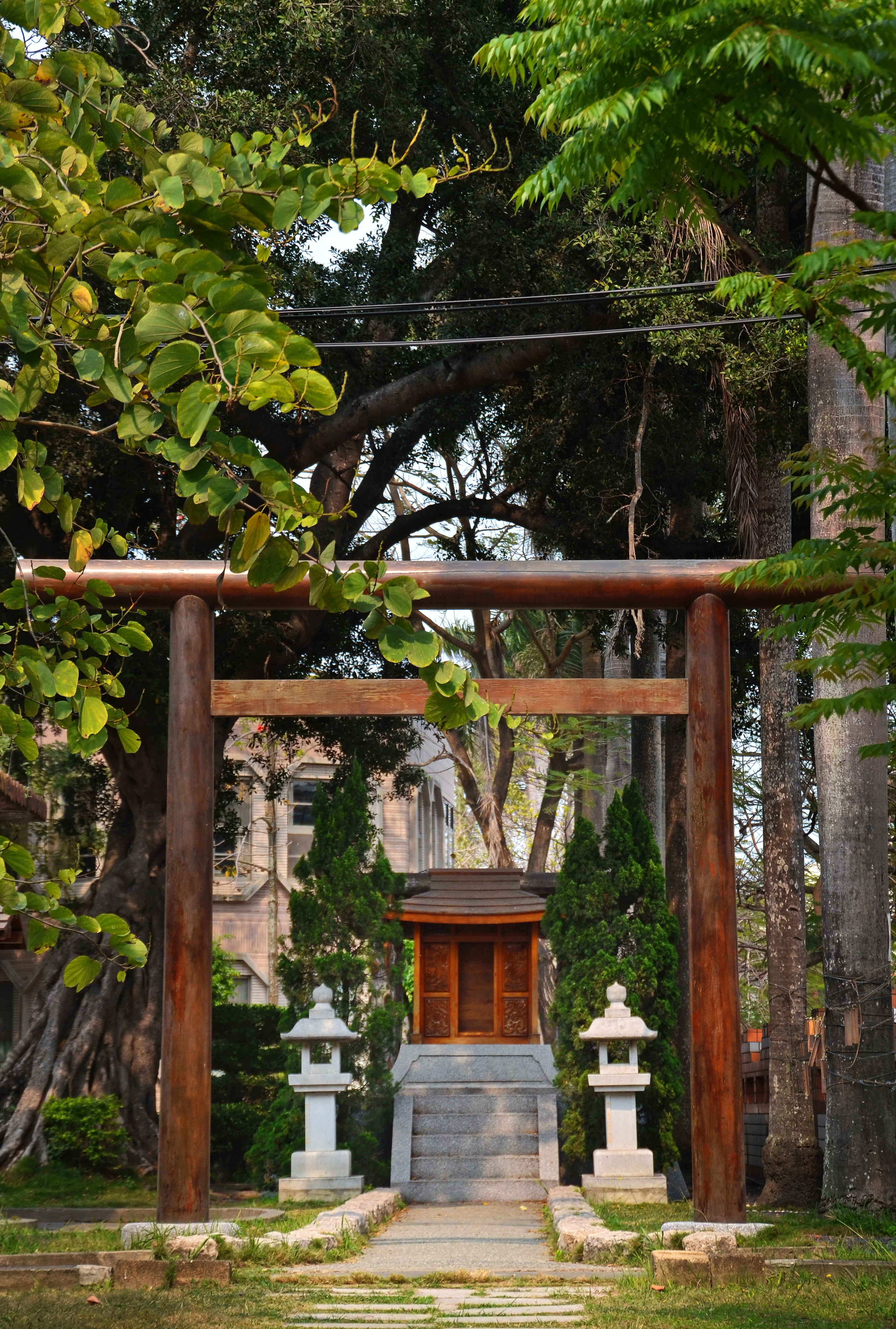
鹽水國小神社

臺南市鹽水區鹽水國民小學，是臺灣臺南市鹽水區水秀里的一所市立國民小學，創設於日治時期明治三十一年（1898年），為鹽水區歷史最悠久的小學。

## 校史
- 1898年7月1日於今鹽水郵局處建校，稱嘉義國語傳習所鹽水港分教場。同年10月1日，獨立為鹽水港公學校。
- 1902年4月1日設查某營分班。
- 1905年9月新建校舍落成。
- 1908年，查某營分班獨立設校為查某營公學校（今柳營國小）。
- 1915年3月25日設立義竹圍分校。
- 1919年3月27日設立番仔厝分班；同年年3月28日義竹圍分校獨立為義竹圍公學校（今義竹國小）。
- 1921年4月1日增設高等科。同年5月24日改稱鹽水公學校。
- 1922年3月31日，番仔厝分班獨立為番仔厝公學校（今歡雅國小）。
- 1941年4月1日，因臺灣教育令修正，改稱鹽水東國民學校[2]。
- 1944年4月1日設南分教場。[3]
- 1946年2月1日，校名改為臺南縣鹽水鎮第一國民學校。
- 1947年2月13日南分教場獨立為臺南縣鹽水鎮第四國民學校（今月津國小）。
- 1947年2月1日改稱臺南縣鹽水鎮鹽水國民學校，廢除高等科。
- 1950年8月1日設汫水分校。
- 1967年8月1日，汫水分校獨立為臺南縣鹽水鎮汫水國民學校（後改為汫水國小）。
- 1968年8月1日，因臺灣實施九年國民義務教育，改稱臺南縣鹽水鎮鹽水國民小學。
- 1989年9月13日，莎拉颱風侵襲造成校內淹水，淺處水深亦達1公尺。
- 2002年8月1日，汫水國小併入，改設汫水分校。
- 2005年3月18日，校內神社獲臺南縣政府登錄為歷史建築。
- 2007年8月汫水分校廢校。
- 2008年3月校內神社修復。
- 2010年12月25日，因臺南縣、市合併，改為現名。

### 歷任校長
日治時期
| 任次 | 姓名         | 任期                      | 備註     |
| ---- | ------------ | ------------------------- | -------- |
| 1    | 正示達       |                           |          |
| 2    | 海老原鏻太郎 |                           |          |
| 3    | 森榮         | 1902年12月－1909年3月19日 | 任內病故 |
| 4    | 江口保       |                           |          |
| 5    | 金野壽作     |                           |          |
| 6    | 阿部熊男     |                           |          |
| 7    | 橫尾廣輔     |                           |          |
| 8    | 高木友衛     |                           |          |
| 9    | 前元真良     |                           |          |
| 10   | 新田里助     |                           |          |
| 11   | 宮崎才治     |                           |          |
| 12   | 一ノ瀨涉     |                           |          |
| 13   | 轟武         |                           |          |

戰後
| 任次 | 姓名   | 任期                         | 備註     |
| ---- | ------ | ---------------------------- | -------- |
| 1    | 陳庚潭 | 1946年5月15日－1961年3月31日 |          |
| 2    | 吳等松 | 1961年4月5日－1966年8月31日  |          |
| 3    | 吳慶壬 | 1966年8月31日－1972年9月30日 |          |
| 4    | 陳輝清 | 1972年10月1日－1982年9月1日  |          |
| 5    | 趙東林 | 1982年9月1日－1984年8月20日  | 任內病故 |
| 6    | 許燦輝 | 1984年10月30日－1988年8月1日 |          |
| 7    | 林天想 | 1988年8月1日－1997年9月1日   |          |
| 8    | 李振福 | 1997年9月1日－2000年8月1日   |          |
| 9    | 謝三吉 | 2000年8月1日－2006年2月1日   |          |
| 10   | 劉信卿 | 2006年8月1日－2012年2月1日   |          |
| －   | 顏銘賜 | 2012年2月1日－2012年7月31日  | 代理     |
| 11   | 盧彥賓 | 2012年8月1日－2020年7月31    |          |
| 12   | 王惠足 | 2020年8月1日－2024年7月31日  |          |
| 13   | 林良駿 | 2024年8月1日－迄今           |          |

## 校友
- 黃朝琴：政治人物，曾任臺北市市長、臺灣省議會議長。
- 劉吶鷗[4]
- 黃金川
- 陳唐山：政治人物，曾任台南縣縣長

## 外部連結
- 臺南市鹽水區鹽水國民小學